# Exequiel Gómez
Exequiel Maximiliano Gómez (26 de enero de 1994, Santa Fe, provincia de Santa Fe, Argentina) es un jugador de fútbol. Juega de delantero y surgió de las inferiores del Club Atlético Colón de Santa Fe (ciudad de Argentina), que milita en la Primera División.
Actualmente se desempeña en Club Colón de San Justo (Santa Fe, Arg) finalista del Regional Amateur 2023/24

## Clubes
Colon de santa fe 2015-2016
Sportivo patria 2016-2017
La Perla del oeste 2017-
General caballero - Club presidente hayes( Paraguay) 2018/ 2020-2021
Club Cristóbal Colón de ñemby (Paraguay) 2019
Club Colón de San Justo (Sta Fe) 2022
9 de julio de Freyre (Cba) 2023
Club Colón de San Justo (Sta Fe) 2023/2024

## Estadísticas
| Equipo                    | Div.                | Temporada           | Liga     | Liga  | Copa Nacional | Copa Nacional | Copa Internacional | Copa Internacional | Total    | Total |
| Equipo                    | Div.                | Temporada           | Partidos | Goles | Partidos      | Goles         | Partidos           | Goles              | Partidos | Goles |
| Colón Argentina           | 1ª                  | 2015                | 3        | 0     | 1             | 0             | -                  | -                  | 4        | 0     |
| Colón Argentina           | Total               | Total               | 3        | 0     | 1             | 0             | -                  | -                  | 4        | 0     |
| Sportivo Patria Argentina | 3ª                  | 2016                | 6        | 0     | -             | -             | -                  | -                  | 6        | 0     |
| Sportivo Patria Argentina | Total               | Total               | 6        | 0     | -             | -             | -                  | -                  | 6        | 0     |
| Total en su carrera       | Total en su carrera | Total en su carrera | 9        | 0     | 1             | 0             | 0                  | 0                  | 10       | 0     |

- Datos: Q25402355